# Municipio de Kaskaskia
El municipio de Kaskaskia (en inglés: Kaskaskia Township) es un municipio ubicado en el condado de Fayette en el estado estadounidense de Illinois. En el año 2010 tenía una población de 650 habitantes y una densidad poblacional de 7,31 personas por km².

## Geografía
El municipio de Kaskaskia se encuentra ubicado en las coordenadas 38°51′44″N 89°4′51″O / 38.86222, -89.08083. Según la Oficina del Censo de los Estados Unidos, el municipio tiene una superficie total de 88.94 km², de la cual 88,83 km² corresponden a tierra firme y (0,12 %) 0,11 km² es agua.

## Demografía
Según el censo de 2010, había 650 personas residiendo en el municipio de Kaskaskia. La densidad de población era de 7,31 hab./km². De los 650 habitantes, el municipio de Kaskaskia estaba compuesto por el 98,62 % blancos, el 0,31 % eran afroamericanos, el 0,15 % eran asiáticos, el 0,15 % eran isleños del Pacífico y el 0,77 % eran de una mezcla de razas. Del total de la población el 0,31 % eran hispanos o latinos de cualquier raza.